# Symantec
Symantec е софтуерна компания, водеща в доставянето на решения за сигурността (антивирусен софтуер и други).
Компанията е по-известна с линията „Norton“, която е смятана за най-купувана и най-ползвана.
Седалището на Symantec се намира в Купертино, Калифорния (САЩ) в Силициевата долина.

## Продукти
- Backup Exec
- Drive Image
- Ghost
- GoBack
- Grandview
- NetBackup
- Norton 360
- Norton AntiBot
- Norton AntiVirus
- Norton Commander
- Norton Insight
- Norton Internet Security
- OnlineFamily.Norton
- Norton PC Checkup
- Norton Personal Firewall
- Norton Safe Web
- Norton Utilities
- PartitionMagic
- pcAnywhere
- Q&A
- Quarterdeck CleanSweep
- Norton Removal Tool
- Symantec Antivirus Corporate Edition
- Symantec Endpoint Protection
- Norton LiveUpdate
- Enterprise Vault
- THINK C
- THINK Reference
- Veritas Cluster Server
- Veritas File System
- Veritas Storage Foundation
- Disaster Recovery Advisor
- Veritas Volume Manager
- WinFax